# Mitrovac (Kutjevo)
Mitrovac is een plaats in de gemeente Kutjevo in de Kroatische provincie Požega-Slavonië. De plaats telt 155 inwoners (2001).